# Sing It Away
Sing It Away ist ein Lied der finnischen Sängerin Sandhja. Sie hat mit dem Lied Finnland beim Eurovision Song Contest 2016 im schwedischen Stockholm vertreten.

## Hintergrund und Veröffentlichung
Das Lied Sing It Away wurde von Sandhja Kuivalainen, Milos Rosas, Heikki Korhonen, Petri Matara und Markus Savijoki geschrieben und am 13. Januar 2016 im Zuge von Uuden Musiikin Kilpailu 2016, dem finnischen Vorentscheid für den Eurovision Song Contest, veröffentlicht. Am 20. Februar 2016 fand das dritte Semifinale des Wettbewerbes statt, in dem sich die Sängerin für das Finale, das eine Woche später stattfand, qualifizieren konnte. Sie gewann das Finale mit 160 Punkten vor Saara Aalto (No Fear) und Mikael Saari (On it Goes). Damit repräsentierte sie Finnland mit dem Lied beim Eurovision Song Contest 2016, konnte sich jedoch nicht für das Finale qualifizieren.

## Chartplatzierungen
| ChartsChartplatzierungen | Höchstplatzierung | Wochen |
| ------------------------ | ----------------- | ------ |
| Finnland (IFPI)          | 8 (2 Wo.)         | 2      |